# Kink.com

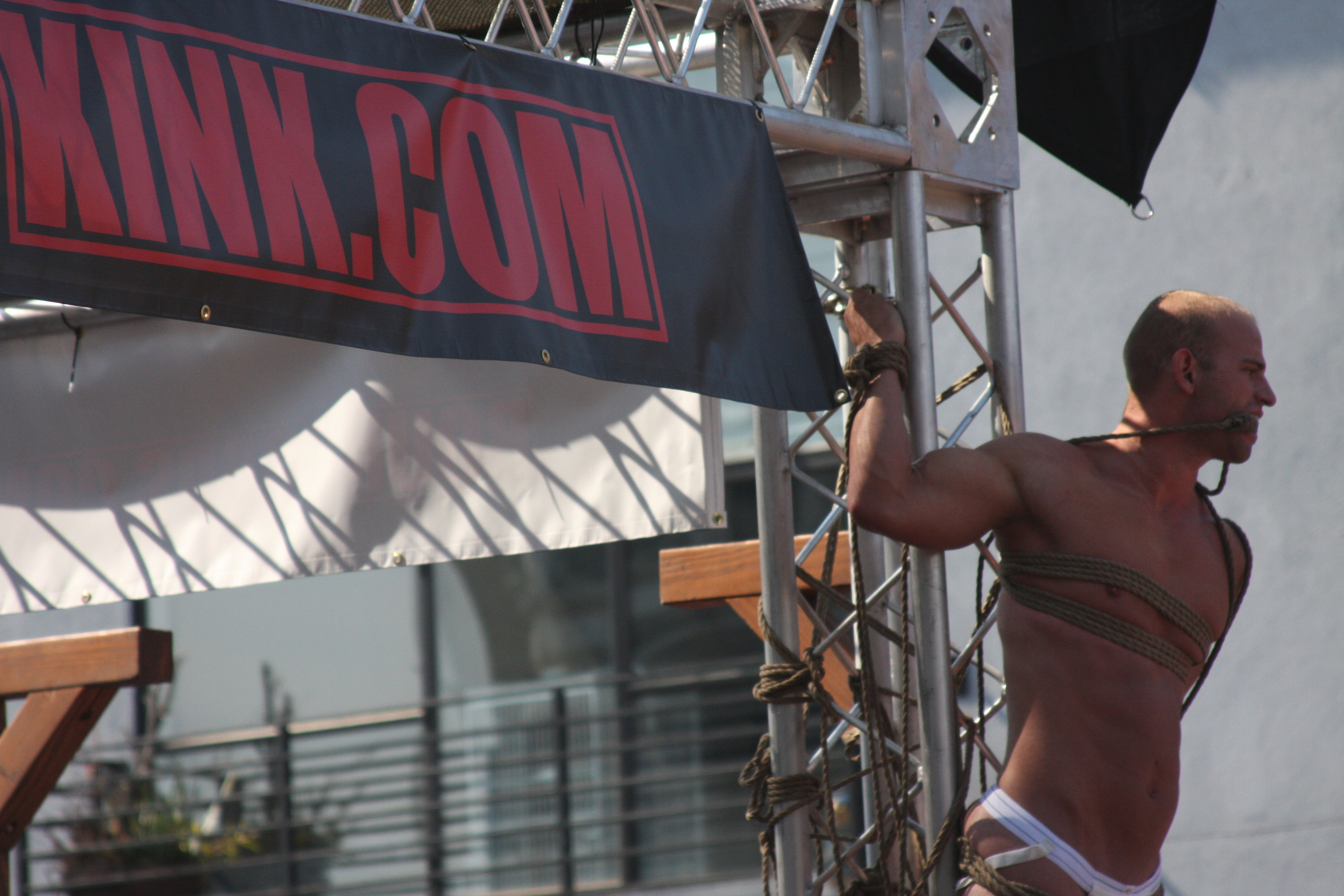
촬영중인 배우

Kink.com은 샌프란시스코에 본사를 둔 인터넷 포르노 기업이다. BDSM, 페티시 등을 다룬다. 1997년 컬럼비아 대학교에 재학중인 피터 애크워스에 의해 설립되었다.